# Legea lui Graham
Legea lui Graham este una dintre legile gazelor și a fost formulată de către fizicianul și chimistul scoțian Thomas Graham în anul 1846.

## Enunț
{\displaystyle {{\mbox{V}}_{1} \over {\mbox{V}}_{2}}={\sqrt {M_{2} \over M_{1}}}}
unde:
V1 este viteza de difuzie a primului gaz.
V2 este viteza de difuzie a celui de-al doilea gaz.
M1 este masa moleculară a primului gaz.
M2 este masa moleculară a gazului al doilea.
Deoarece volume de gaze diferite conțin același număr de particule, numărul de moli per litru la o anumită temperatură (T) și presiune (P) este constant. Prin urmare, densitatea unui gaz este direct proporțională cu masa moleculară.
Legea lui Graham este valabilă atunci când diametrul orificiului este mai mare decât diametrul orificiului capilar prin care efuzează gazele. Dacă acest lucru nu se întâmplă, moleculele se ciocnesc în apropierea orificiului și lipsa de impact pe partea laterală a acestuia, împinge gazul din recipient. Rata de difuzie  într-un lichid este, de asemenea, direct proporțională cu coeficientul de solubilitate.